# Gavrila Törok
Gavrila Törok (ur. 7 maja 1919 w Timișoarze) – rumuński piłkarz wodny. Reprezentant kraju na igrzyskach olimpijskich w 1952 w Helsinkach. Na igrzyskach olimpijskich zagrał w obu meczach a w meczu ze Stanami Zjednoczonymi strzelił wszystkie 3 bramki dla reprezentacji Rumunii.